# 황요한
황요한(1992년 11월 27일 ~ )은 필리핀에서 활동하는 대한민국의 가수이다. 《아이 러브 OPM 시즌1》의 우승자이다.

## 내력
황요한은 1992년 11월 27일 서울특별시에서 한국인 부모 사이에서 태어났다. 형제자매로는 형과 여동생이 있다. 2014년, 가족은 필리핀으로 이주했다. 황요한은 엔더른 대학교, 데 라 살 대학교에서 재학했으며, 《아이 러브 OPM 시즌 1》 우승 후 학업은 중단한 상태이다.
2016년, 《아이 러브 OPM 시즌 1》에 참가하여 우승하였다.
《아이 러브 OPM 시즌 1》 우승 후 , 황요한은 StarMagic, Viva Artists Agency와 계약했으며, ABS-CBN 소속 가수로써 TV 프로그램, 공연 등 많은 활동을 이어가고있다. 현재 라이언방과 더불어 필리핀에서 한국을 대표하는 연예인이다.
황요한은 필리핀을 대표하는 가요중 하나인 Ikaw, gusto kita 등 필리핀 음악뿐 아니라, 직접 작사,작곡한 Saranghae, Real quick 등 발라드뿐만 아니라 다양한 장르의 음악을 소화해내며 인기를 얻고있다.
현재 황요한의 공식 팬클럽은 페이스북 그룹 Castella와 Yohanatics이다.